# Zahra Gamir
Zahra Gamir (sinh ngày 18 tháng 4 năm 1966) là một tay đấm người Algeria. Bà đã tham gia các sự kiện épée cá nhân nữ tại Thế vận hội Mùa hè 2000 và 2004.